# Медведь (Маловишерский район)
Медве́дь — деревня в Маловишерском муниципальном районе Новгородской области, относится к Бургинскому сельскому поселению.
Деревня расположена в центральной части Новгородской области, на правом берегу Мсты, в 12 км к югу от центра сельского поселения — деревни Бурга. С деревней граничит — деревня Коньково. Близ деревни, выше по течению Мсты, в 3 км восточнее — деревня Малое Пехово.
| 2002 | 2010 | 2013 |
| ---- | ---- | ---- |
| 12   | ↘7   | ↗9   |